# Batalionul Azov
Detașamentul de Operațiuni Speciale „Azov”, cunoscut și sub denumirea de Batalionul Azov, Regimentul Azov sau Detașamentul Azov (în ucraineană полк «Азов») este un regiment al Gărzii Naționale Ucrainene situat în Mariupol în regiunea de coastă a mării Azov.
Fondat ca ramură paramilitară a unor grupări fasciste, neonaziste și de extrema dreaptă, batalionul a căpătat o reputație pentru instrucția militară de calitate și a primit aderenți din afara curentului extremist inițial. Statul ucrainean a integrat acest batalion ca regiment al Gărzii Naționale și a eliminat treptat elementele extremiste care jucau un rol important, deși simbolistica și înclinația spre extrema dreaptă unui nucleu de veterani persistă.
Primele acțiuni pe câmpul de luptă ale regimentului au avut loc în bătălia de la Mariupol (mai–iunie 2014). Inițial o miliție formată din voluntari pe 5 mai 2014, în timpul crizei din Ucraina, Azov a fost încorporată în Garda Națională pe 12 noiembrie 2014. 
Detașamentul a pierdut până în momentul de față 46 de soldați în conflictul din Donbas.  În 2018, Congresul Statelor Unite a blocat ajutoarele militare pentru batalionul Azov din cauza ideologiei supremațiste. Membrii regimentului provin din 22 de țări și din medii diferite (inclusiv arabi, ruși, americani precum și creștini, musulmani și evrei).
Mai mult de jumătate din membrii regimentului vorbesc limba rusă și provin din estul Ucrainei, inclusiv din Donețk și Luhansk. Primul comandat al batalionului a fost naționalistul Andriy Biletsky⁠(d), liderul Adunării Național-Sociale și Patriot al Ucrainei. La început, Azov era poliția specială a Ministerului Afacerilor Interne, condus de Volodymyr Shpara, liderul filialei Patriot al Ucrainei și Sectorul de dreapta din Vasîlkiv, Kiev. Sub termenul „Azov” s-au construit organizațiile nonguvernamentale „Corpul Civil Azov” și partidul politic Corpul Național.

## Istorie

### Corpul de voluntari
Batalionul Azov își are originile într-un grup de ultrași ai FC Metalist Kharkiv numit „Secta 82” (1982 este anul înființării grupului). Acesta a fost - cel puțin până în septembrie 2013 - într-o alianță cu susținătorii clubul de fotbal FC Spartak Moscova. La sfârșitul lunii februarie 2014, în timpul crizei din Crimeea, când o mișcare separatistă desfășura activități în Harkov, „Secta 82” a ocupat clădirea administrației regionale din acest oraș și a devenit grup de „autoapărare” locală. În cele din urmă, membrii acestui grup au format un corp de voluntari care să patruleze și să apere zona⁠(d) intitulat „Corpul Răsăritean”.
La 13 aprilie 2014, ministrul Afacerilor Interne Arsen Avakov⁠(d) a emis un decret prin care autorizează înființarea de noi forțe paramilitare care să cuprindă până la 12.000 de oameni. Batalionul Azov - fiind sprijinit de Corpul Răsăritean - a fost fondat pe 5 mai 2014 în Berdiansk de un adept al naționalismului alb. Organizația a început să activeze în cadrul batalioanelor de voluntari reglementate de Ministerul de Interne.
Numeroși membri ai partidului Patrioți Ucrainei⁠(d) s-a alăturat batalionului. Primii lideri ai acestuia au fost Oleh Liashko⁠(d), membru al Radei Supreme, ultranaționalistul Dmytro Korchynsky⁠(d), omul de afaceri Serhiy Taruta⁠(d) și Avakov. Organizația a fost pregătită militar în apropiere de Kiev de către instructori cu experiență din armata georgiană⁠(d). Primele operațiuni militare ale grupului au avut loc în Mariupol și, pentru scurt timp, a activat și în Berdiansk.

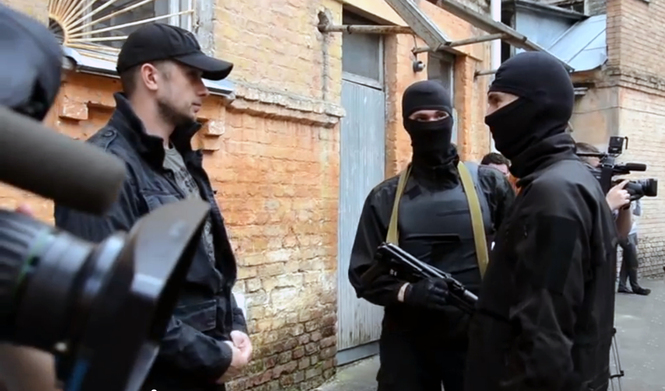
alături de membri voluntari al Batalionului Azov.

La 10 iunie, batalionul l-a demis pe adjunctul comandantului Yaroslav Honchar și s-a distanțat de poziția acestuia după ce Honchar a criticat jafurile și corupția din cadrul batalionului. Igor Mosiychuk a preluat funcția de comandant adjunct.
În iunie 2014, Anton Herașcenko⁠(d), un consilier al ministrului Afacerilor Interne, a declarat că batalionul Azov urma să aibă un efectiv de 400 de oameni, iar salariul pentru voluntari să fie de 4.300 grivne (360$) pe lună. Mercenarii erau plătiți cu 1.505 grivne pe lună.
La 11 august, batalionul Azov, cu sprijin din partea parașutiștilor ucraineni, a capturat Marinka⁠(d) de la rebelii pro-ruși și a intrat în suburbiile Donețkului, intrând în conflict cu soldații Republicii Populare Donețk.
La începutul lunii septembrie 2014, batalionul Azov a fost implicat în a doua bătălie de la Mariupol⁠(d). În ceea ce privește acordul de încetare a ostilităților încheiat la 5 septembrie, Biletskiy a declarat: „Dacă a fost o mișcare tactică, nu este nimic în neregulă... dacă este o încercare de a ajunge la un acord cu separatiștii cu privire la pământul ucrainean, atunci este evident o trădare”.

### Garda Națională
În septembrie 2014, statutul batalionul Azov a fost schimbat de la batalion la regiment, iar membrii săi au fost înrolați în Garda Națională a Ucrainei⁠(d). Din acest moment, organizația a inițiat un proces de depolitizare: conducerea sa de extremă dreapta a părăsit grupul și a înființat partidul politic Corpul Național⁠(d).
În aceeași perioadă a început să primească echipamente militare serioase. Batalionul Azov a primit finanțare de la Ministrul Afacerilor Interne al Ucrainei și din alte surse. Prin urmare, în timp ce voluntarii săi au fost plătiți oficial cu 6.000 de grivne (316$) pe lună, ei au primit de fapt aproximativ 10.000 de grivne (526$) pe lună. Site-urile neonaziste „Patriot of Ukraine” au fost închise sau puse sub acces restricționat. Pe 14 octombrie, militarii Batalionului Azov au participat la un marș pentru comemorarea a 72 de ani de la înființarea Armatei Insurecționale Ucrainene la Kiev, manifestație organizată de partidul Sectorul de Dreapta.
În cadrul alegerilor parlamentare ucrainene din 26 octombrie 2014, Biletsky, comandantul batalionului, a candidat în calitate de independent și a câștigat în raionul Oblon⁠(d), obținând un loc în Rada Supremă. În circumscripția sa, Biletsky a câștigat cu 33,75% din voturi, iar Vadym Stoylar, al doilea după numărul de voturi, a obținut 17,17%. În parlament, Biletsky nu s-a asociat cu nicio fracțiune. Membrul batalionului Oleh Petrenko ocupă și funcția de deputat pentru partidul Solidaritatea Europeană⁠(d), post obținut în cadrul acelorași alegeri la Cerkași. În circumscripția sa, Petrenko a câștigat cu 41,15% din voturi; pe locul doi s-a clasat Valentyna Zhukovska,cu 23,65% din voturi.
La 31 octombrie 2014, comandantul adjunct al batalionului Azov - Vadym Troyan⁠(d) - a fost numit șef al poliției din regiunea Kiev (provincia). La 11 noiembrie 2014, Batalionul Azov a fost încorporat oficial în Garda Națională a Ucrainei.

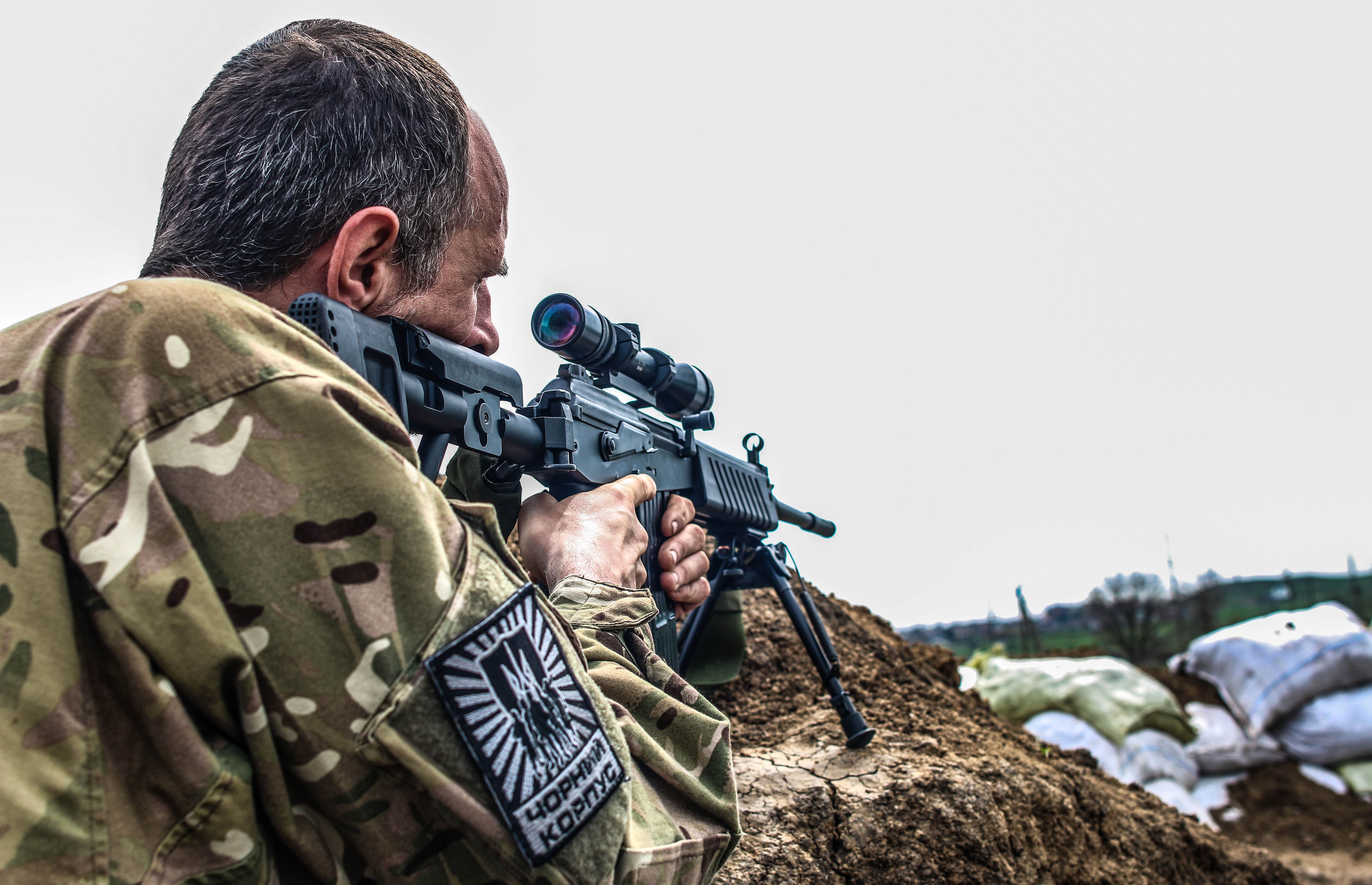
Membru al batalionului Azov în estul Ucrainei înarmat cu o.

De la sfârșitul lunii martie 2015, în ciuda încheierii unui al doilea acord pentru încetarea ostilităților (Minsk II⁠(d)), Batalionul Azov a continuat să desfășoare exerciții militare, liderul organizației considerând acordul drept „conciliatorism”. În martie 2015, ministrul Arsen Avakov a anunțat că Regimentul Azov va fi printre primele unități care vor fi antrenate de trupele armatei Statelor Unite în misiunea lor de antrenament intitulată Operațiunea Fearless Guardian. Cu toate acestea, antrenamentul a fost suspendat pe 12 iunie 2015 deoarece Camera Reprezentanților a Statelor Unite a adoptat un amendament care bloca orice ajutor - inclusiv arme și antrenament - acordat batalionului din cauza asocierii cu mișcările neonaziste. 
Cu toate acestea, modificarea a fost eliminată în noiembrie 2015, The Nation menționând că amendamentul Conyers-Yoho a fost schimbat ca urmare a presiunii exercitate de Pentagon.
În august 2015, guvernul ucrainean a retras toate batalioanele de voluntari, inclusiv Regimentul Azov, de pe frontul din Mariupol, înlocuindu-le cu trupe militare convenționale. Regimentul Azov a fost mutat la o bază din Urzuf, într-o vilă de pe litoral a fostului președintelui ucrainean Viktor Ianukovici, la aproximativ 40 de kilometri sud-vest de Mariupol.
Începând cu 2015, Azov a organizat tabere de vară⁠(d) pentru copii și adolescenți care participă la antrenamente militare și la prelegeri despre naționalismul ucrainean.
La 27 aprilie 2016, 300 de trupe și vehicule blindate ușoare din regiment au fost repartizate la Odesa pentru a proteja ordinea publică după ce Mikheil Saakashvili a scris pe rețelele de socializare despre o serie de atacuri ale „mercenarilor” pro-ruși asupra populației civile. Azov a publicat un comunicat de presă pe site-ul său la 20 noiembrie 2017, menționând că, la 16 noiembrie, s-a întâlnit cu o delegație străină de ofițeri din forțele armate ale Statelor Unite și forțele armate ale Canadei.
În octombrie 2019, membrii Camerei Reprezentanților din Partidul Democrat au cerut ca Batalionul Azov și alte două grupări de extremă dreapta să fie clasificate drept organizații teroriste străine⁠(d) de către Departamentul de Stat al SUA, invocând faptele de violență comise de extremiștii de dreapta precum atacurile teroriste din Christchurch. Solicitarea a stârnit proteste în rândul susținătorilor Azov din Ucraina.

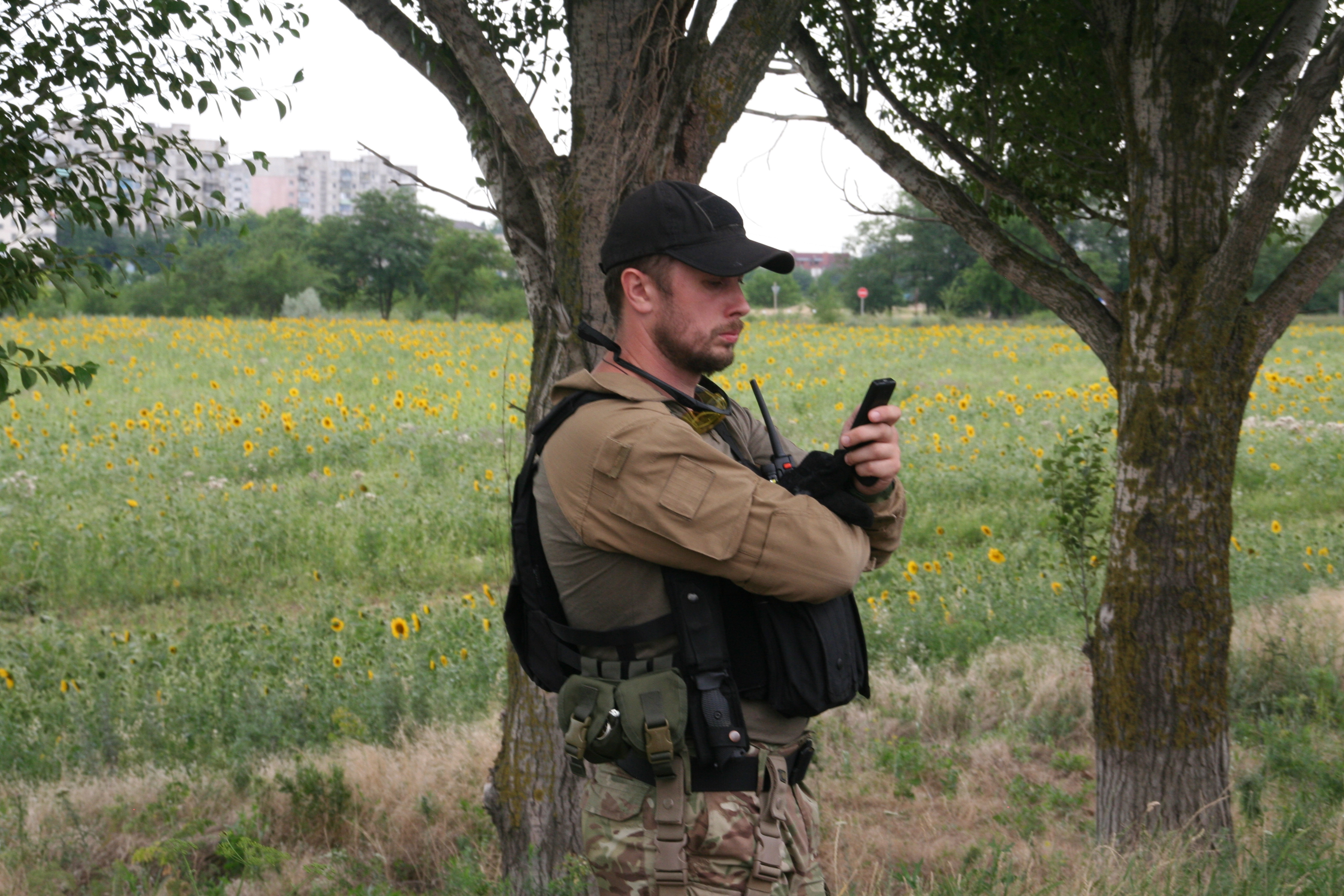
Andrey Biletsky în fruntea batalionului în timpul unei patrulări în apropiere de Mariupol (iulie 2014).

## Liderii și organizarea
Primul comandant al batalionului a fost Andriy Biletsky⁠(d). Biletsky nu a intrat în atenția publicului și a mass-mediei, fiind ocupat cu transformarea organizației în batalion. În vara anului 2014, a preluat comanda trupelor. În august 2014, a primit decorația militară „Ordinul pentru Vitejie⁠(d)” din partea președintele Petro Poroșenko și a fost promovat la gradul de locotenent-colonel în poliția Ministerului de Interne. După ce a fost ales în Rada Supremă în cadrul alegerilor parlamentare din 2014, Biletsky a părăsit batalionul în octombrie 2016 (aleșii ucraineni nu pot activa în armată sau poliție).
Un raport din 16 iulie 2014 preciza că batalionului Azov are 300 de soldați. Un raport anterior arăta - 23 iunie - că aproape 600 de voluntari, inclusiv femei, au depus jurământul pentru a se alătura batalioanelor „Donbass” și „Azov”. În martie 2015, organizația militară cuprindea 900 de voluntari.
Batalionul a fost poreclit inițial „Bărbații în negru” sau „Corpul negru” (în ucraineană Chorny Korpus), o referință la cunoscuții omuleți verzi ai Rusiei datorită uniformelor și măștilor de culoare neagră purtate. Grupul a fost finanțat de Ihor Kolomoyskyi, oligarh miliardar de origine cipriotă și ucraineană.

## Ideologia

### Neonazism

Emblema Azov cu simbolurile și soare negru, două simboluri naziste.

Batalionul Azov a fost descris ca fiind o miliție de extremă dreapta asociată cu mișcările neonaziste, uniformele având simboluri naziste și SS. De asemenea, unii membri au convingeri neonaziste. Însemnele organizației includ wolfsangel⁠(d) și soarele negru.
Soldații Azov au fost observați utilizând simboluri asociate naziștilor pe uniforme. În 2014, rețeaua germană de televiziune ZDF a difuzat imagini cu soldați Azov purtând căști cu svastică și „runele SS⁠(d) ale infamei trupe de elită controlată de Hitler”. În 2015, Marcin Ogdowski, corespondent de război polonez, a obținut acces la una dintre bazele lui Azov situate în fosta stațiune turistică Majak. Luptătorii Azov i-au prezentat propriile tatuaje cu simboluri naziste, precum și emblemele naziste de pe uniformele lor.
Shaun Walker, menționează în The Guardian, că „o mare parte din membrii [Azov] au legături cu grupuri neonaziste, iar până și cei care au minimalizat această asociere nu au fost suficient de convingători”, atrăgând atenția asupra tatuajelor cu svastică prezente la mai mulți membri și declarația unuia dintre ei care susține că este „național socialist”. Conform The Daily Beast⁠(d), unii membri sunt „neonaziști, adepți ai supremației albe și antisemiți declarați” și „numeroasele tatuaje cu svastică ale membrilor și tendința lor de a intra pe câmpul de luptă cu svastici sau insigne SS desenate pe căștile militare face dificilă negarea de către ceilalți membri a legăturilor cu ideologia nazistă”.
Lev Golinkin, menționează în The Nation⁠(d), că „Ucraina post-Maidan este singura națiune din lume care are o formațiune neonazistă în armata sa”.  Michael Colborne de la Foreign Policy⁠(d) a numit batalionul drept „o mișcare extremistă periculoasă„ cu ”ambiții globale”, accentuând similitudinile dintre ideologia grupului și ideologia lui Brenton Tarrant, cel care a comis atentatele din Christchurch în 2019, precum și eforturile grupului de a recruta extremiști de dreapta americani.
Un purtător de cuvânt al organizației a declarat că „doar 10-20%” dintre recruții săi sunt neonaziști, în timp ce un comandant consideră că ideologie este prezentă numai în rândul tinerilor lipsiți de experiență. Membrii grupului au declarat că simbolul Wolfsangel inversat reprezintă cuvintele ucrainene pentru „națiune unită” sau „idee națională” și nu au legătură cu nazismul.
Politologul britanic Richard Sakwa⁠(d) scrie că membrul fondator al Azov, Andryi Biletsky, liderul partidului neonazist Adunarea Social-Națională⁠(d) (SNA), a făcut declarații cu privire la „misiunea istorică” de a conduce „rasele albe ale lumii într-o ultimă cruciadă pentru propria lor supraviețuire... o cruciadă împotriva suboamenilor controlați de semiți”, o ideologie care își are originile în naționalismul integral⁠(d) al anilor 1920 și 1930. Politologul Ivan Katchanovski a comparat ideologia grupului cu cea a partidului Patriotul Ucrainei⁠(d), declarând că: „SNA/PU [Patriotul Ucrainei] susțin o ideologie nazistă combinată cu ultranaționalism și rasism. Același lucru este valabil și pentru... membrii batalionului Azov, mulți ultrași și alte persoane care activează în această formațiune”
În iunie 2015, ministrul apărării din Canada, a declarat că armata țării nu va asigura instrucție sau sprijin batalionului Azov. În 2018, Camera Reprezentanților SUA, a adoptat o prevedere care blochează orice pregătire a membrilor Azov de către forțele americane, invocând asocierile grupului cu mișcările neonaziste. Camera a adoptat în trecut amendamente care interziceau sprijinirea acestuia între 2014 și 2017, dar din cauza presiunii Pentagonului, amendamentele au fost eliminate. Centrul Simon Wiesenthal a protestat față de această decizie.

### Reformarea și depolitizarea
După intregrarea în Garda Națională, organizația s-a reformat și s-a depolitizat. 
În 2015, un raport al agenției Reuters arăta că Andrii Bilețkîi⁠(d) și-a moderat retorica, iar liderii mai extremiști au părăsit gruparea pentru a intra în politică în cadrul Partidului Corpul Național⁠(d). Guvernul a demarat un proces prin care erau eliminați neonaziștii și luptătorii străini, prin ținerea instrucției sub observație, background check⁠(d), aplicarea unei legi prin care toți membrii erau obligați să accepte cetățenia ucraineană.
În februarie 2020, Anton Șehovțov⁠(d), un cercetător al extremismului de dreapta din Europa și expert în legăturile Rusiei cu extrema dreaptă europeană, afirma că Azov nu ar trebui considerată o organizație teroristă străină, deoarece este un regiment al Gărzii Naționale Ucrainene⁠(d), deci face parte din structurile oficiale și primește ordine de la Ministerul de Interne⁠(d), și că nu există dovezi serioase ale legăturilor cu grupări extremiste ca cea a lui Brenton Tarrant, Rise Above Movement, și cu teroriștii de dreapta americani în general. El a spus și pentru Financial Times că, deși la origine a fost formată sub umbrela unei grupări neonaziste, „Este cert că Azov s-a depolitizat. Istoria sa legată de mișcarea de extremă dreapta este destul de irelevantă astăzi.”